# 上班族

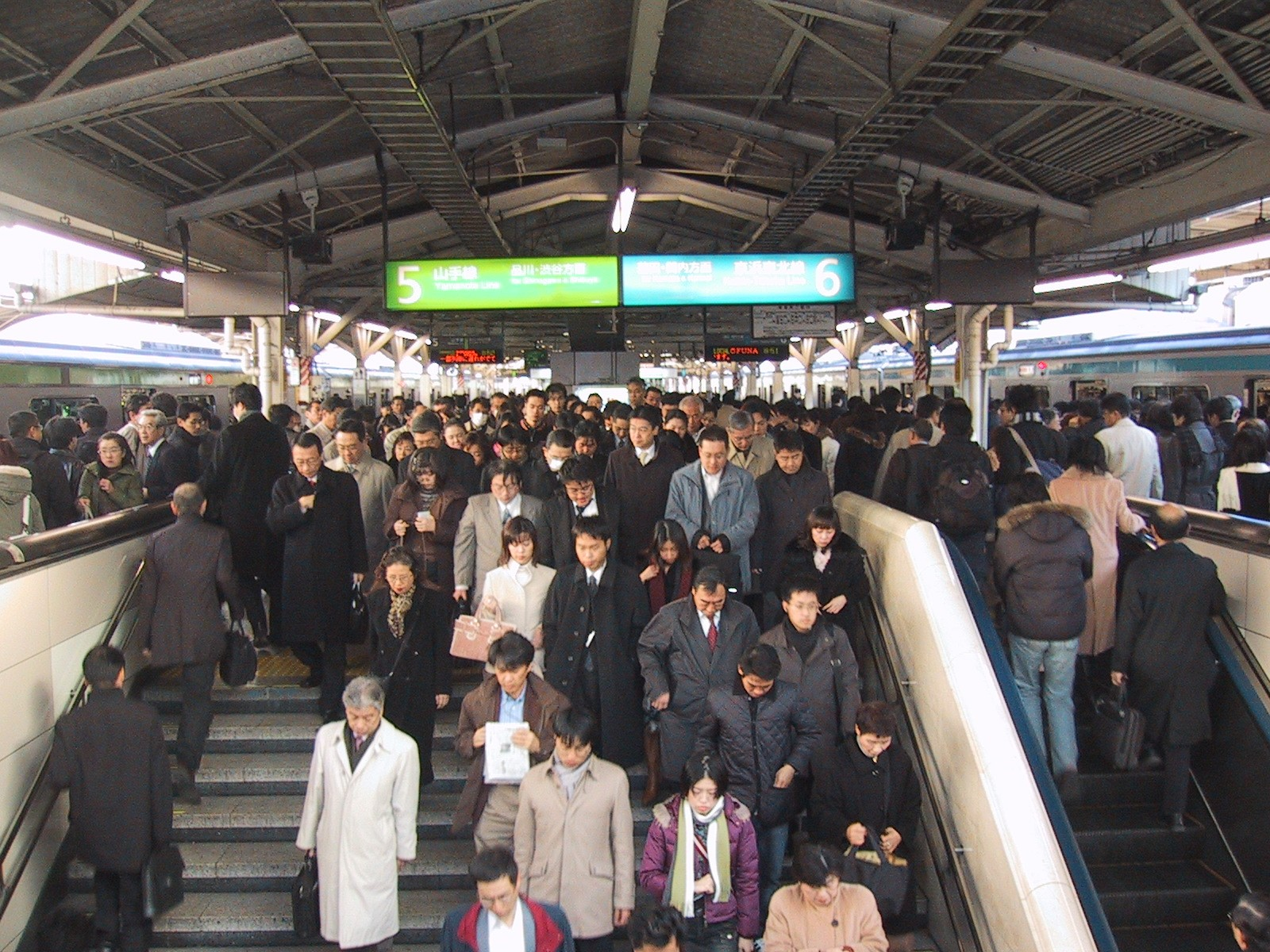
通勤中的上班族

上班族（日語：サラリーマン）指受雇於企業的受薪階級人士，香港稱為打工仔，也泛指出社會工作並尚未退休的在職工作者。較狹義的認定則是指穿套裝，在辦公室內工作的中產人士，此方面也稱為白領階級；廣義則可以指在大都會裏任何進行通勤的在職人士，例如教師、文員或甚至是體力勞動者都可以是上班族。

## 定義
“上班族”又稱office worker，在辭彙和字典裏並沒有明確定義；字面解釋是“上班人士的族群”。日文“上班族”一詞形容在城市裏為企業工作的受薪階層，受日本動漫文化影响，其英語翻譯詞（Salaryman）後經英語國家接受為等同於白領階層的辭彙，一般在城市裏的工作者，都可以介定上班族。

### 特點
上班人士通常都會進行通勤活動，因為他們大多都要從居住的地方來往辦公地區上下班。通常來說，他們都具有一定的學歷，有穩定的收入。而且這些上班族的特點往往都在都會城市或大城市裏體會到。

## 歷史
一般人都對上班族歷史的意識十分模糊，大多認為上班族並沒有什麼歷史。在古代，人民都靠農業維持生活。到了二十世紀初，資本主義大行其道，在一些大城市裏不僅有低下階層的勞動者，還有著更多的中產階級人士，他們大多從事商業活動；辦公、下班、休息的文化在潛意識裏演變成了上下班。再加上近年許多城市有了完善的大眾捷運或公車系統，節省了上班族來往辦公地區的時間，上下班通勤等等的上班族文化就更鮮明了。亦因為如此，上班族在某層面上代表了一定的資本主義和資本主義制度。